# 保罗·金斯伯格
保罗·金斯伯格（英語：Paul Ginsborg，1945年7月18日—2022年5月11日），英国历史学家，佛罗伦萨大学教授。剑桥大学丘吉尔学院院士。知名于对意大利历史的研究。

## 生平
1945年生于伦敦的一个犹太人家庭，在伊灵长大。1966年毕业于剑桥大学王后学院，获历史学学士学位，留校继续从事研究工作。1968年参与剑桥学生抗议工党政府在越南战争中支持美国。1972年，他成为约克大学的讲师。1970年代初，他前往意大利威尼斯研究该市革命史，1979年出版《丹尼尔·马宁与1848-49年威尼斯革命》。1980年受聘为剑桥大学社会和政治科学讲师，并成为丘吉尔学院的Fellow。1992年受聘为意大利佛罗伦萨大学当代欧洲史教授。2014年获得比萨国家文学奖。2022年5月11日在佛罗伦萨逝世。

## 中文译本
- 保罗·金斯伯格. . 公共思想译丛. 由张力翻译. 北京: 中国法制出版社. 2012. ISBN 978-7-5093-3610-6.